# Dirk Borkenhagen
Dirk Borkenhagen (* 16. Januar 1965) ist ein ehemaliger deutscher Fußballspieler.

## Laufbahn
Borkenhagen spielte in der Jugend von Eintracht Frankfurt in einem erfolgreichen Jahrgang, der 1982 und 1983 die deutsche A-Junioren Meisterschaft gewinnen konnte. Er wurde ferner Hessischer Auswahlspieler. Zu diesem Jahrgang zählten unter anderem Armin Kraaz und der spätere Nationalspieler Thomas Berthold. In der Saison 1983/84 erhielt Borkenhagen einen Profivertrag, absolvierte aber nur ein Bundesligaspiel. Daraufhin wechselte er vom Profifußball in den Amateurbereich und spielte von 1986 bis 1991 für Rot-Weiss Frankfurt. 1991/92 erreichte er mit der SpVgg Bad Homburg das Endspiel um die deutsche Amateurmeisterschaft und verpasste nur knapp den Aufstieg in die 2. Bundesliga. 1992/93 spielte Borkenhagen für Viktoria Aschaffenburg.